# Vincent M. Ward

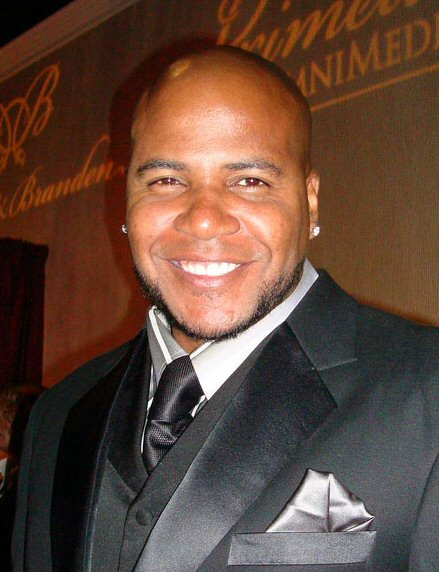
Vincent M. Ward

Vincent M. Ward (* 27. Januar 1971 in Dayton, Ohio) ist ein US-amerikanischer Schauspieler.

## Leben
Ward ist seit dem Jahr 2000 als Schauspieler tätig. Seinen ersten Auftritt hatte er in einer Komparsenrolle in dem Film Traffic – Macht des Kartells. Seither ist er vor allem in kleineren Rolle und Gastauftritten in verschiedenen Fernsehserien zu sehen. So spielte er von 2006 bis 2008 in vier Folgen der Comedyserie Alle hassen Chris mit. 2009 war er in der Fernsehserie Knight Rider zu sehen.
2012 übernahm Ward zum Beginn der dritten Staffel der Fernsehserie The Walking Dead die Rolle des Gefängnisinsassen Oscar.

## Filmografie (Auswahl)
Filme
- 2000: Traffic – Macht des Kartells (Traffic)
- 2001: Ocean’s Eleven
- 2003: Haus über Kopf (Bringing Down the House)
- 2006: 18 Fingers of Death!
- 2006: Lonely in Los Angeles
- 2007: All Lies on Me
- 2007: Cordially Invited
- 2007: Three Can Play That Game
- 2008: Get Smart's Bruce and Lloyd: Out of Control
- 2008: Who Killed Bishop Brown
- 2009: Robbin' in da Hood
- 2009: All Play No Work
- 2010: Peep Game
- 2010: What Profits a Man
- 2010: Ghetto Physics
- 2011: Pull
- 2011: He Who Finds a Wife 2: Thou Shall Not Covet
- 2012: Close Call
- 2012: The Get Away
- 2012: The Marriage Lottery
- 2012: A Beautiful Soul
- 2013: The Get Away
- 2013: Cordially Invited- the Wedding Day of Alton & Kenya
- 2013: 4Play
- 2014: Live-Evil

Fernsehserien
- 2003: Girlfriends (eine Folge)
- 2004: CSI: Vegas (CSI: Crime Scene Investigation, eine Folge)
- 2005: Head Cases (1 Folgen)
- 2006–2008: Alle hassen Chris (Everybody Hates Chris, fünf Folgen)
- 2007: CSI: Miami (eine Folge)
- 2008: Big Shots (eine Folge)
- 2008: The Wire (eine Folge)
- 2008: Unhitched (eine Folge)
- 2008: The Middleman (zwei Folgen)
- 2008: The Starter Wife – Alles auf Anfang (The Starter Wife, vier Folgen)
- 2008: Desperate Housewives (eine Folge)
- 2009: Knight Rider (eine Folge)
- 2009: Dollhouse (eine Folge)
- 2009: Gary Unmarried (eine Folge)
- 2010: The Brown Betties Guide: How to Look for Love in All the Wrong Places (eine Folge)
- 2010: True Blood (eine Folge)
- 2010: Hot in Cleveland (eine Folge)
- 2011: Navy CIS (NCIS, eine Folge)
- 2012: Alex und Whitney – Sex ohne Ehe (Whitney, eine Folge)
- 2012: Tyler Perry's House of Payne (eine Folge)
- 2012: Body of Proof (eine Folge)
- 2012: Army Wives (eine Folge)
- 2012: The Walking Dead (sieben Folgen)
- 2013: Wilfred (eine Folge)
- 2014: Psych (eine Folge)